# Realiti (canção)
"Realiti" (estilizado como "REALiTi") é uma canção da cantora canadense Grimes. Originalmente previsto para lançamento em seu quarto álbum de estúdio descartado, foi lançado como um vídeo musical no YouTube em 8 de março de 2015, como agradecimento ao seus fãs na Ásia. A música foi posteriormente anunciada para ser incluída em seu álbum de 2015, Art Angels. A versão demo foi incluída como uma faixa bônus no lançamento em CD do álbum.

## Composição
Grimes originalmente pretendia que a música fosse lançada em seu quarto álbum de estúdio abandonado. Ela afirma que é apenas uma demo que foi gravada no início de 2013, e que ela perdeu o arquivo Ableton original, então nunca foi mixado e masterizado. A versão do vídeo foi tirada de um arquivo MP3 que ela tentou transformar no que ela considerava "um estado escutável". Musicalmente, a música é descrita como EDM e trance.

## Vídeo musical
O vídeo auto-dirigido da versão demo da música foi filmado por Mac Boucher durante os shows da turnê de Grimes na Ásia.

## Recepção crítica
Apesar de ser inicialmente apenas uma demo, "Realiti" recebeu aclamação da crítica. A MTV diz que depois de ouvir a música, "você vai se perguntar por que Grimes deixou a faixa fora de seu álbum".  Stereogum concordou, dizendo que "REALiTi" era "uma nova música muito boa" e que "se ela está disposta a lançar grandes músicas como essas no éter, então quando ela virá com algo oficial?". The Atlantic observa que a música "é tão boa quanto qualquer coisa no rádio" e continua afirmando que "a música é fabulosa" e acrescenta que os problemas de qualidade de gravação não impedem que a música soe melhor do que qualquer outra coisa no rádio. A Pitchfork afirma que é o melhor novo lançamento de Grimes desde Visions e chama isso de um "passo para frente convincente", que "absorve EDM e trance na paleta de som aparentemente infinita de Boucher".
A reação à música online foi tão positiva que Grimes disse que ela consideraria adicioná-la ao seu novo álbum, embora acredite que ela tenha "melhor".  O anúncio da lista de faixas de Art Angels revelou que ela por fim concordou e adicionou a música ao álbum.
O Consequence of Sound nomeou "Realiti" a quinta melhor música de 2015.

## Faixas e formatos
Download digital e streaming
1. "REALiTi" (Demo) – 4:27

## Desempenho nas paradas musicais
| Parada (2015)                                           | Melhor posição |
| ------------------------------------------------------- | -------------- |
| Estados Unidos (Hot Dance/Electronic Songs – Billboard) | 30             |